# Jean-Cantius Garand
Pour les articles homonymes, voir Garand (homonymie).
Jean-Cantius Garand, né le 1er janvier 1888 à Saint-Rémi-de-Napierville et mort
le 16 février 1974 à Springfield, Massachusetts est un ingénieur canadien français naturalisé américain.

## Biographie
Jean-Cantius Garand est un Canadien français né le 1er janvier 1888 à Saint-Rémi au Québec. Il avait dix ans lorsque sa famille partit s'établir à Jewett City, Connecticut. Il fréquente l'école jusqu'à l'âge de 11 ans, puis devient employé dans une usine de textile où il est promu machiniste. Après avoir acquis l'expérience nécessaire, il est embauché par une usine d'outils à Providence, Rhode Island.
En 1917, Garand est nommé par le Ministère de la Guerre à un poste important au sein de l'United States Bureau of Standards grâce à son modèle d'arme automatique. Son premier modèle est construit en 1919, après la Première Guerre mondiale. Il garde tout de même un poste de consultant dans l'Arsenal de Springfield.
À la veille de la Seconde Guerre mondiale, il est chargé de concevoir un fusil d'infanterie semi-automatique. Le M1 Garand est breveté en 1934 et la production de masse commence en 1936. Ce fusil le rend célèbre dans le monde entier.
En 1941, Garand est décoré de la Medal for Meritorious Service et en 1944 de la Medal for Merit.
Garand démissionne de son poste de consultant en 1953. Il décède en 1974 à Springfield, Massachusetts à l'âge de 86 ans.

## Citations
« Je me porte garant du bon fonctionnement de tous les modèles de fusil "Garand" et garantis leur efficacité. »

## Source
- (en) Cet article est partiellement ou en totalité issu de l’article de Wikipédia en anglais intitulé « John Garand » (voir la liste des auteurs).